# Hugues Lagrange
Hugues Lagrange és un sociòleg francès, director de recerca del Centre Nacional de la Recerca Científica. Professor a l'Institut d'Estudis Polítics de París de París, és expert en segregació urbana i social i ha escrit extensament sobre la violència a les perifèries de París. D'entre els seus llibres cal destacar-ne L'épreuve des inégalités (PUF, 2006), Emeutes urbaines et protestations. Une singularité française (Presses de Sciences-Po, 2006) i Demandes de sécurité (Seuil, 2003).